# أورلاندو بي. بوتير
أورلاندو بي. بوتير (بالإنجليزية: Orlando B. Potter)‏ هو محامي وسياسي أمريكي، ولد في 10 مارس 1823 في تشارلمونت في الولايات المتحدة، وتوفي في 2 يناير 1894 في نيويورك في الولايات المتحدة. حزبياً، نشط في الحزب الديمقراطي. وقد انتخب عضو مجلس النواب الأمريكي.